# Francesco Carchidio Malavolti
Francesco Carchidio dei Malavolti (Faenza, 24 gennaio 1861 – Cassala, 17 luglio 1894) è stato un militare italiano, con il grado di capitano.

## Biografia
La sua fama è legata a due eventi.
In primo luogo fu il primo italiano che riconobbe come proprio il figlio illegittimo che aveva avuto da una donna eritrea durante il servizio militare, facendo di lui un cittadino italiano.
Questi era Michele Carchidio Malavolti, il primo italo-eritreo, nato nel 1891, eletto erede per testamento nel 1893, futuro tenente colonnello.
Della sua crescita e educazione, essendo morto nel frattempo il padre, si prese cura la
zia paterna, la contessa Pazienza Laderchi Pasolini dall'Onda.
In secondo luogo divenne noto e parte della cultura popolare italiana della prima metà del XX secolo per essere morto valorosamente nella presa della città sudanese di Cassala, avvenuta con successo il 17 luglio 1894, grazie alla sconfitta dei Dervisci del Mahdi, che quivi si erano precedentemente opposti con successo agli attacchi britannici.
La città venne venduta agli inglesi il 25 dicembre 1897, visti gli alti costi per il mantenimento di una guarnigione in loco e i bassi benefici.
(traduzione dal latino della lapide commemorativa ai caduti italiani, sita a Cassala)
Tuttavia il suo ricordo permase: quando gli italiani presero nuovamente Cassala nel 1940, nell'ambito della seconda guerra mondiale, Benito Mussolini spronò le truppe locali ricordando la figura di Francesco Carchidio Malavolti, con la frase: «L'ombra di Carchidio Malavolti vi attende a Cassala!».